# Newsmax TV
Newsmax TV ist ein rechtskonservativer US-Fernsehsender. Er gehört dem gleichnamigen Medienunternehmen Newsmax Media und wurde 2014 gegründet. Sitz des Senders ist West Palm Beach, Florida.

## Geschichte
Newsmax TV startete 1998 als Magazin und Internetportal. Gegründet wurde das Angebot von Christopher Ruddy. Christopher Ruddy stammt aus Mineola auf Long Island und war Reporter für die konservative Boulevardzeitung New York Post. Er gehört keiner politischen Partei an, beschreibt sich aber selbst als „Reagan-Konservativer“. Er ist mit Donald Trump befreundet und Mitglied in dessen Mar-a-Lago Club in Palm Beach. Das den Kanal betreibende Medienunternehmen Newsmax Media hat seinen Sitz in West Palm Beach, Florida. Der Fernsehsender Newsmax TV ging am 16. Juni 2014 auf Sendung. Die New York Times schrieb 2020 unter Berufung auf Ruddy, der Fernsehsender Newsmax TV habe noch keinen Gewinn erwirtschaftet.
Bis zur US-Präsidentschaftswahl 2020 am 3. November 2020 war der Sender „ein relativ unbekannter rechtskonservativer Nischensender“ (Frankfurter Rundschau). Jedoch gewann der Sender schlagartig viele Zuschauer, weil Donald Trump Werbung für Newsmax TV machte. Während sämtliche US-Sender den voraussichtlichen Sieg Joe Bidens verbreiteten, hielt Newsmax TV weiterhin an dem Wahlsieg Trumps fest. Trump äußerte sich positiv über Newsmax, nachdem sein ursprünglicher Lieblingsfernsehsender Fox News Joe Biden noch vor CNN, MSNBC und anderen Fernsehsendern als Wahlsieger im Bundesstaats Arizona verkündet hatte.
Als sämtliche großen US-Fernsehsender, darunter auch Fox News, Joe Biden am 7. November 2020 als gewählten Präsidenten verkündeten hatten, bestand Newsmax darauf, dass die Wahl noch nicht entschieden sei. Der Fernsehsender übernahm Trumps Narrativ eines angeblichen Wahlbetrugs. Der rechtskonservative Fernsehsender konnte sein Publikum laut NYT unter Berufung auf Nielsen dadurch deutlich vergrößern: Im Zeitraum zwischen Juli und Ende Oktober 2020 hatte Newsmax etwa 58.000 Zuschauer in der Primetime. Eine Woche nach der Wahl war es im gleichen Zeitraum ein Publikum von 568.000 Personen.
Newsmax CEO Christopher Ruddy sagte im November 2020: „Der Kabel-Fernsehmarkt ist ein sechs-Milliarden-Dollar-Markt, Fox News gehört die Hälfte davon. Bis jetzt hatten sie einfach keine Konkurrenz. Wir sind die Ersten. Wir sind so gut aufgestellt, wir können jetzt mit Fox mithalten. Fox hat sich sehr schizophren verhalten nach der Wahl, da haben sie den Präsidenten nicht sehr zuverlässig unterstützt. Newsmax dagegen hat das getan.“ Ab Mitte Dezember 2020 nannte Newsmax Biden als gewählten Präsidenten (president-elect).

## Programm
Das Programm besteht aus Nachrichtensendungen und politischen Talkshows. Neben der politischen Berichterstattung soll es auch Sendungen zu Gesundheit, Finanzen und Wohlbefinden geben. Der Fernsehsender möchte ein Angebot für angeblich entrechtete Babyboomer in den USA sein, erklärte das Unternehmen vor Sendestart von Newsmax TV.

## Verbreitungswege
Der Sender wird über Satellit (Orby, Dish, DirecTV) und Internet verbreitet sowie in etliche US-Kabelnetze gespeist. Nach eigenen Angaben kann Newsmax TV von mehr als 70 Millionen Haushalten in den USA empfangen werden (Stand 2020). Bei vielen Anbietern von Kabelfernsehen ist der Sender auf einen hinteren Kanalplatz gelegt; die New York Times schreibt, Newsmax sei in manchen Gegenden etwa auf Platz 1115.